# Bell (1811)
La fragata Bell (o Bell of Hull) fue un buque incorporado a la naciente Armada Argentina que nunca llegó a ser alistado y a operar en combate.

## Historia
En 1811 el diputado ante la Junta Grande por la provincia de Salta, Francisco de Gurruchaga, había recibido el encargo de formar una escuadrilla que pudiera enfrentar a la escuadra realista que con base en Montevideo operaba libremente en el Río de la Plata bloqueando el puerto y bombardeando la ciudad.
El 18 de julio el gobierno embargó la Bell, fragata mercante británica construida en 1803 en Kingston upon Hull que al mando del capitán Francis Allison se encontraba anclada en el puerto de Ensenada de Barragán, al igual que a la Countess of York, Lord Wellington y una cuarta cuyo nombre no se conservó. La pequeña fuerza fue puesta al mando del capitán Tomás Taylor e inició su alistamiento en Barracas en el mes de junio, estando al mando de la Bell el teniente Juan Gibson desde el día 6 de ese mes.
La Bell, al igual que las restantes naves de la flota, nunca llegó a ser armada. 
Taylor actuaba primariamente como capitán del Hiena por lo que se carecía de un verdadero comando en jefe. No se contaba tampoco con tripulaciones ni artillería adecuadas, todo lo cual demoró su alistamiento en Barragán.
Así, cuando el 12 de agosto de 1811 se produjo el segundo bombardeo de Buenos Aires solo el queche Hiena se encontraba en operaciones pero ausente del puerto por lo que la ciudad fue defendida por cuatro pequeños lanchones de un cañón.
El 31 de agosto el teniente Gibson cesó al mando de la Bell. El 23 de septiembre de 1811 cayó en Buenos Aires la Junta Grande y se hizo cargo del poder ejecutivo el Primer Triunvirato, el cual el 20 de octubre de 1811 firmó con Francisco Javier de Elío un armisticio, el "Tratado de Pacificación" (o de la "Concordia"), cuyo artículo 12 preveía "el cese de toda hostilidad y bloqueo en los ríos y costas".
Tras el tratado, desapareció el Ministerio de Marina de Buenos Aires y los buques fueron devueltos a sus capitanes. El capitán Francis Allison del Hull ya había presentado un reclamo en ese sentido. En cuanto al teniente Gibson, en el año 1822 reclamó al gobierno el pago de sus servicios hasta fines de agosto en que a su decir "fue descargado por orden de Saavedra".
El desmantelamiento de la que debía ser la segunda escuadra de la revolución fue una decisión prematura y errónea. El tratado tendría existencia efímera: ante el apoyo encubierto que los revolucionarios continuaban brindando a las milicias de la Banda Oriental y el incumplimiento del retiro de las tropas portuguesas el acuerdo se rompió y el sucesor de Elío, el gobernador de Montevideo Gaspar de Vigodet, dio órdenes de reiniciar las operaciones sobre Buenos Aires. El 4 de marzo de 1812 se produciría el tercer bombardeo de Buenos Aires y nuevamente sería enfrentado con el queche Hiena al mando de Tomás Taylor y una cañonera patriota.